# Martin Herrmann (Koch)
Martin Herrmann (* 3. Dezember 1966 in Haslach im Kinzigtal) ist ein deutscher Koch.

## Werdegang
Herrmann begann seine Ausbildung 1982 im Hotel Dollenberg in Bad Griesbach. Er blieb dort und stieg 1991 zum Küchenchef auf. 1998 wurde der erste Michelin-Stern für das Restaurant Le Pavillon verliehen, 2010 folgte der zweite.
Herrmann ist Mitglied der Jeunes Restaurateurs d’Europe.

## Auszeichnungen
- 1998: Erster Michelinstern für das Restaurant Le Pavillon
- 1999: Aufsteiger des Jahres, Schlemmer Atlas & BUNTE
- 2010: Zweiter Michelinstern für das Restaurant Le Pavillon[2]